# Jugoszlávia címere

Jugoszlávia címere 1963 és 1992 között

Jugoszlávia címerének központi eleme a hat lángból álló fáklya, amit a „szocialista heraldikának” megfelelően kék színű szalaggal befont búzakoszorú ölel körbe. A szalag középső részén 1943. november 29-ei dátum, ekkor volt a Jugoszláv Nemzeti Felkelés Antifasiszta Tanácsának második találkozója Jajcában, ahol megalapították a későbbi szövetségi köztársaság elődjét.
Az égő fáklya egybeolvadó lángjai a testvériséget és egységet szimbolizálták, a hatos pedig a tagköztársaságok számát jelképezte, melyek a következők voltak: Bosznia-Hercegovina, Horvátország, Macedónia, Montenegró, Szerbia és Szlovénia. A címer felső részére felkerült a kommunizmus jelképének számító vörös csillag is.
Az első verziót 1943-ban fogadták el, ekkor 5 fáklya szerepelt a címeren, ami a horvátokat, a macedónokat, a montenegróiakat, a szerbeket, és a szlovénokat reprezentálta. 1963-ban Jugoszláv Föderatív Népköztársaságról Jugoszláv Szocialista Szövetségi Köztársaságra módosították az ország nevét és ekkor a címert is megváltoztatták, bekerült a hatodik fáklya, ami a bosnyákokat, mint teljes jogú nemzetalkotó népet szimbolizálta.

## Galéria

1943–1946
1946–1963
1963–1992

### A tagköztársaságok címerei

Bosznia-Hercegovina
Horvátország
Macedónia
Montenegró
Szerbia
Szlovénia